# Les Forges (Morbihan)
Les Forges is een plaats en voormalige gemeente in het Franse departement Morbihan in de regio Bretagne en telt 453 inwoners (2004). De plaats maakt deel uit van het arrondissement Pontivy.

## Geschiedenis
Les Forges is op 1 januari 2019 gefuseerd met de gemeente Lanouée tot de gemeente Forges de Lanouée. 

## Geografie
De oppervlakte van Les Forges bedraagt 51,5 km², de bevolkingsdichtheid is 8,8 inwoners per km².
De onderstaande kaart toont de ligging van Les Forges (Morbihan) met de belangrijkste infrastructuur en aangrenzende gemeenten.

## Demografie
Onderstaande figuur toont het verloop van het inwonertal.